# Tortosa
Tortosa es un municipio de la provincia de Tarragona, en la comunidad autónoma de Cataluña en España. Es la capital de la comarca del Bajo Ebro. Es sede episcopal y constituye un importante centro agrícola, comercial e industrial. El municipio lo constituyen Jesús, Bítem, els Reguers, Campredó y Vinallop. Tortosa es cabeza de partido judicial (hasta 1923 fue distrito electoral, junto a Roquetas y Gandesa, escogiendo un diputado a Cortes desde 1846) y en la actualidad tienen su sede en ella buena parte de los servicios territoriales de la Generalidad de Cataluña en las Tierras del Ebro al configurarse su territorio como una veguería.

## Geografía

### Clima
El clima de Tortosa es un clima mediterráneo típico (Csa en la clasificación climática de Köppen). Los inviernos son moderadamente suaves (los días de lluvia suelen ser frescos), con temperaturas máximas situadas entre 15 y 17 °C, y mínimas entre 5 y 6 °C. Las heladas son poco frecuentes (es una zona donde proliferan las plantaciones de cítricos), pero ocurren heladas ligeras (entre 0 y -1 °C) cada año, aunque se pueden acentuar a consecuencia de las olas de frío. Los veranos son cálidos, con temperaturas máximas situadas entre 29 y 33 °C, y mínimas entre 17 y 21 °C. Durante algunos días al año, a consecuencia de los vientos de poniente, la temperatura puede sobrepasar los 38 °C. La temperatura máxima absoluta fue de 43,8 °C el 23 de agosto de 2023.
| Parámetros climáticos promedio de observatorio de Roquetas (50 m s. n. m. ) (periodo de referencia: 1991-2020, extremas: 1920-presente) | Parámetros climáticos promedio de observatorio de Roquetas (50 m s. n. m. ) (periodo de referencia: 1991-2020, extremas: 1920-presente) | Parámetros climáticos promedio de observatorio de Roquetas (50 m s. n. m. ) (periodo de referencia: 1991-2020, extremas: 1920-presente) | Parámetros climáticos promedio de observatorio de Roquetas (50 m s. n. m. ) (periodo de referencia: 1991-2020, extremas: 1920-presente) | Parámetros climáticos promedio de observatorio de Roquetas (50 m s. n. m. ) (periodo de referencia: 1991-2020, extremas: 1920-presente) | Parámetros climáticos promedio de observatorio de Roquetas (50 m s. n. m. ) (periodo de referencia: 1991-2020, extremas: 1920-presente) | Parámetros climáticos promedio de observatorio de Roquetas (50 m s. n. m. ) (periodo de referencia: 1991-2020, extremas: 1920-presente) | Parámetros climáticos promedio de observatorio de Roquetas (50 m s. n. m. ) (periodo de referencia: 1991-2020, extremas: 1920-presente) | Parámetros climáticos promedio de observatorio de Roquetas (50 m s. n. m. ) (periodo de referencia: 1991-2020, extremas: 1920-presente) | Parámetros climáticos promedio de observatorio de Roquetas (50 m s. n. m. ) (periodo de referencia: 1991-2020, extremas: 1920-presente) | Parámetros climáticos promedio de observatorio de Roquetas (50 m s. n. m. ) (periodo de referencia: 1991-2020, extremas: 1920-presente) | Parámetros climáticos promedio de observatorio de Roquetas (50 m s. n. m. ) (periodo de referencia: 1991-2020, extremas: 1920-presente) | Parámetros climáticos promedio de observatorio de Roquetas (50 m s. n. m. ) (periodo de referencia: 1991-2020, extremas: 1920-presente) | Parámetros climáticos promedio de observatorio de Roquetas (50 m s. n. m. ) (periodo de referencia: 1991-2020, extremas: 1920-presente) |
| Mes | Ene. | Feb. | Mar. | Abr. | May. | Jun. | Jul. | Ago. | Sep. | Oct. | Nov. | Dic. | Anual |
| --- | --- | --- | --- | --- | --- | --- | --- | --- | --- | --- | --- | --- | --- |
| Temp. máx. abs. (°C) | 28.1 | 27.2 | 32.5 | 33.9 | 36.1 | 42.4 | 43.0 | 43.9 | 41.4 | 34.5 | 28.3 | 25.6 | 43.9 |
| Temp. máx. media (°C) | 15.0 | 16.7 | 19.8 | 22.2 | 25.8 | 30.1 | 32.8 | 33.1 | 29.2 | 24.5 | 18.7 | 15.2 | 23.6 |
| Temp. media (°C) | 10.4 | 11.4 | 14.0 | 16.3 | 19.8 | 24.0 | 26.7 | 27.0 | 23.4 | 19.2 | 14.1 | 10.8 | 18.1 |
| Temp. mín. media (°C) | 5.8 | 6.1 | 8.2 | 10.3 | 13.8 | 17.8 | 20.6 | 20.9 | 17.6 | 13.8 | 9.4 | 6.4 | 12.6 |
| Temp. mín. abs. (°C) | -5.0 | -6.4 | -2.5 | 0.1 | 3.8 | 9.2 | 12.4 | 12.4 | 9.1 | 3.6 | -2.0 | -3.8 | -6.4 |
| Precipitación total (mm) | 38 | 24 | 42 | 51 | 55 | 25 | 18 | 28 | 59 | 69 | 65 | 38 | 510 |
| Días de precipitaciones (≥ 1 mm) | 4.1 | 3.2 | 4.2 | 5.6 | 5.4 | 3.1 | 2.1 | 3.0 | 4.7 | 5.0 | 4.5 | 4.0 | 48.8 |
| Días de nevadas (≥ 0.01 mm) | 0.2 | 0.2 | 0.0 | 0.0 | 0.0 | 0.0 | 0.0 | 0.0 | 0.0 | 0.0 | 0.0 | 0.1 | 0.5 |
| Horas de sol | 170 | 181 | 214 | 240 | 270 | 303 | 335 | 291 | 231 | 202 | 168 | 158 | 2776 |
| Humedad relativa (%) | 65 | 62 | 60 | 59 | 59 | 56 | 56 | 59 | 63 | 67 | 66 | 68 | 62 |
| Fuente n.º 1: Agencia Estatal de Meteorología                                                                                           | | | | | | | | | | | | | |
| Fuente n.º 2: Agencia Estatal de Meteorología (extremos)                                                                                | | | | | | | | | | | | | |

### Barrios
Los barrios más destacados de Tortosa son Ferrerías (en el margen derecho del río), Remolinos y San Jaime; el Rastre y Santa Clara, el centro de la ciudad; el barrio del Castell, situado entre la Catedral y el Castillo de la Suda; el Ensanche y el Temple; y en las afueras el Grupo del Templo (antiguo Grupo 13 de enero), el Raval de la Llet y el de San Lázaro.

## Historia

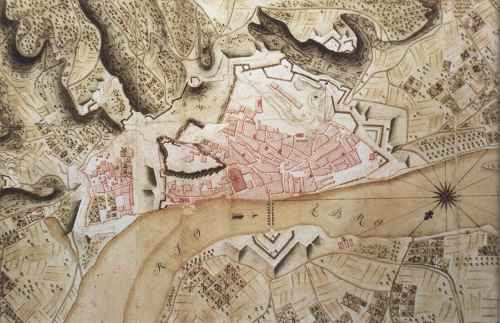
Mapa de Tortosa de 1642

Tortosa fue posiblemente la ciudad de Hibera, capital del territorio ibérico de la Ilercavonia. Es muy probable que el asentamiento principal estuviera en la colina que actualmente ocupa el Castillo de la Zuda. Fue Dertosa bajo el imperio romano, ocupada en el 714 por los musulmanes. Durante el periodo omeya tuvo un papel muy destacado, tanto por ser el principal asentamiento musulmán del bajo Ebro como por contar con un importante puerto y estar bien comunicada tanto con las localidades del Ebro como con las del Levante, merced a la Vía Augusta. En 1035 Turtusha se convirtió en reino de taifa (en 2005 se redescubrieron los antiguos baños árabes en el barrio de San Jaime). Otra etapa de esplendor fue durante la Edad Media cristiana (después de la conquista por el conde Ramón Berenguer IV en el año 1148) y más tarde con el Renacimiento, que contrasta con la pérdida de peso de Cataluña tras diez años de guerra civil (1462-1472). Esta última etapa se conmemora desde 1996 con unas jornadas de recreaciones históricas, la Fiesta del Renacimiento.
En Tortosa tomó lugar en 1413-1414 de la Disputa de Tortosa, el más importante debate entre cristianos y judíos en la Edad Media española.

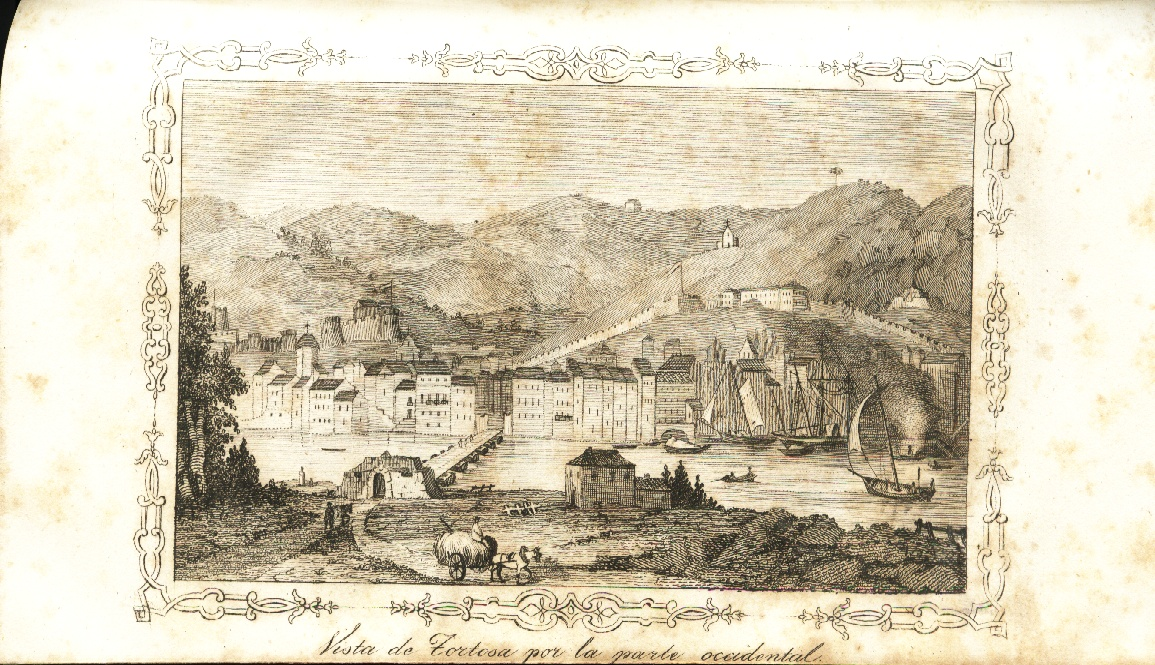
Vista de Tortosa en un grabado de Buenaventura de Córdoba (1844)

Durante la Guerra de Sucesión, las tropas de Felipe V tomaron la ciudad en julio de 1708. Los franceses la ocuparon entre enero de 1811 hasta mayo de 1814. Durante el siglo XIX Tortosa se configuró como un importante núcleo carlista, aunque bajo dominio de las tropas liberales. El resurgimiento iniciado durante las primeras décadas del siglo XX se truncó a causa de la guerra civil española, cuando la ciudad quedó prácticamente destruida por los bombardeos franquistas (1937-1939). La reconstrucción fue larga y difícil.

## Demografía
Tortosa cuenta con una población de 35 265 habitantes (INE 2024).
| Gráfica de evolución demográfica de Tortosa entre 1842 y 2021 |
| |
| Población de derecho según los censos de población del INE Población de hecho según los censos de población del INEEn 1857 disminuye el término del municipio porque independiza a Roquetas. En 1977 independiza a Deltebre, en 1978 a San Jaime de Enveija, en 1979 a Camarles y en 1983 a La Aldea |

El 12 de febrero de 2010 el padrón municipal de habitantes reflejaba una población de 36 574 habitantes (de los cuales el 12,58 % son inmigrantes de cerca de un centenar de nacionalidades). Tortosa constituye una conurbación urbana con la vecina localidad de Roquetas agrupando a más de 40 000 habitantes.

## Economía
La economía del municipio se basa en la actividad comercial y de servicios en la ciudad, a la vez que se artícula un sector industrial localizado en el polígono industrial Bajo Ebro, el polígono industrial Cataluña Sur (llamado a ser el motor económico comarcal) y el polígono de la Estación junto al de la Ravaleta de Roquetes. Otra de sus actividades es el sector agrícola.

## Administración y política

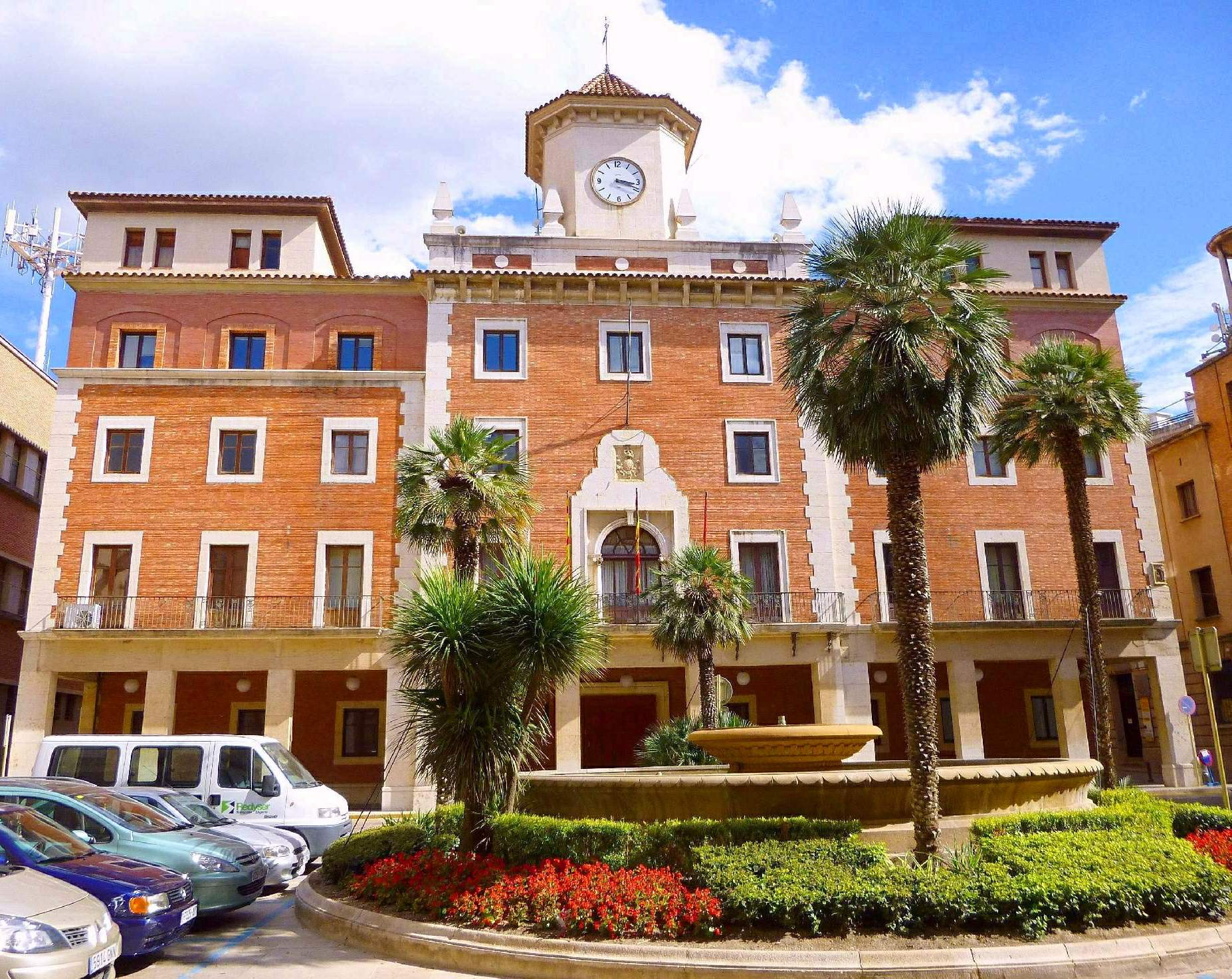
Ayuntamiento de Tortosa

| Periodo   | Nombre                    | Partido | Partido                                    |
| --------- | ------------------------- | ------- | ------------------------------------------ |
| 1979–1995 | Vicent Beguer i Oliveres  |         | Convergència i Unió (CiU)                  |
| 1995–1999 | Marià Curto i Forés       |         | Convergència i Unió (CiU)                  |
| 1999–2007 | Joan Sabaté i Borràs      |         | Partit dels Socialistes de Catalunya (PSC) |
| 2007–2018 | Ferran Bel i Accensi      |         | Convergència i Unió (CiU)                  |
| 2018–2023 | Meritxell Roigé i Pedrola |         | Junts per Catalunya (JxC)                  |
| 2023-act. | Jordi Jordan Farnós       |         | Movem Tortosa                              |

| Partido político                                         | 2023  | 2023  | 2023       | 2019  | 2019  | 2019       | 2015  | 2015  | 2015       | 2011  | 2011  | 2011       | 2007  | 2007  | 2007       |
| Partido político                                         | %     | Votos | Concejales | %     | Votos | Concejales | %     | Votos | Concejales | %     | Votos | Concejales | %     | Votos | Concejales |
| Junts per Catalunya (JxC)-Convergència i Unió (CiU)      | 42,17 | 5423  | 10         | 29,02 | 4357  | 7          | 34,35 | 4636  | 8          | 49,21 | 6645  | 12         | 41,44 | 5901  | 10         |
| Partit dels Socialistes de Catalunya (PSC)               | 27,3  | 3511  | 7          | 13,6  | 2042  | 3          | 11,85 | 1600  | 3          | 16,13 | 2178  | 3          | 29,91 | 4259  | 7          |
| Esquerra Republicana de Catalunya (ERC)                  | 13,09 | 1684  | 3          | 19,66 | 2952  | 4          | 16,75 | 2261  | 4          | 9,04  | 1221  | 2          | 7,61  | 1084  | 2          |
| Candidatura d'Unitat Popular (CUP)                       | 5,1   | 656   | 1          | 5,47  | 822   | 1          | 6,89  | 930   | 1          | —     | —     | —          | —     | —     | —          |
| Ciutadans (CS)                                           | 1,84  | 237   | 0          | 6,19  | 930   | 1          | —     | —     | —          | —     | —     | —          | 0,69  | 98    | 0          |
| En Comú Podem (ECP)-Iniciativa per Catalunya Verds (ICV) | —     | —     | —          | 21,17 | 3178  | 5          | 16,27 | 2196  | 4          | 8,60  | 1161  | 2          | 6,75  | 961   | 1          |
| Partit Popular de Catalunya (PP)                         | —     | —     | —          | 2,39  | 359   | 0          | 5,79  | 782   | 1          | 6,52  | 880   | 1          | 6,04  | 860   | 1          |
| Plataforma per Catalunya (PxC)                           | —     | —     | —          | —     | —     | —          | 1,82  | 246   | 0          | 5,86  | 791   | 1          | —     | —     | —          |

## Patrimonio

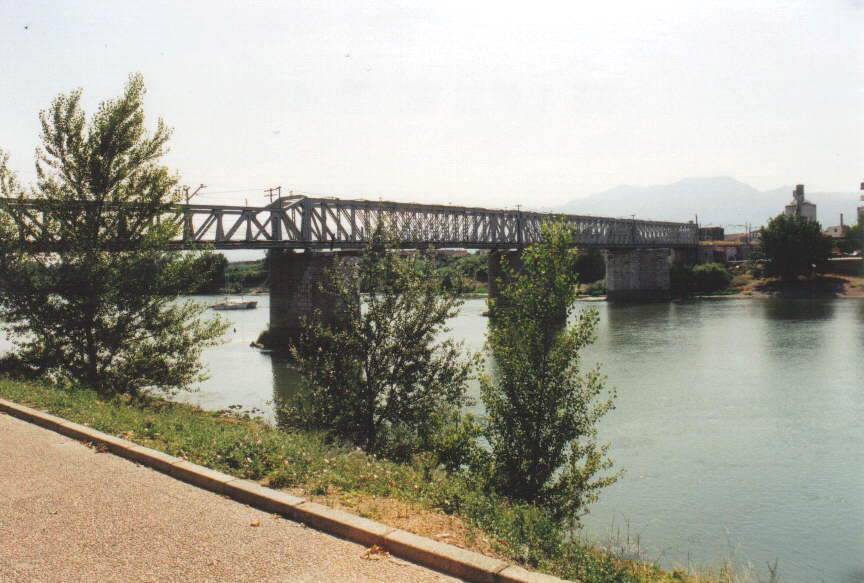
El Ebro a su paso por Tortosa

Tortosa es una plataforma ideal para conocer los atractivos del territorio basados en diferentes pilares: el parque natural de los Puertos de Tortosa-Beceite (creado en 2001) y la Reserva Nacional de Caza, la vía verde que discurre por el antiguo trazado del ferrocarril del Val de Zafán que conectará la comarca de la Terra Alta y el Bajo Ebro con el Parque natural del Delta del Ebro, los espacios naturales de la sierra de Cardó y las cuevas de Benifallet, los conjuntos históricos de Horta de San Juan, Miravet o Arnés, los espacios de la Batalla del Ebro, las actividades y el paisaje fluvial (Mequinenza-Deltebre), la diversidad de las playas de la Costa del Ebro (roca o arena, grandes o pequeñas playas y pueblos de turismo familiar como Ametlla de Mar, La Ampolla, San Carlos de la Rápita, Las Casas de Alcanar, etc), las pinturas rupestres del arte levantino (Patrimonio de la Humanidad) del Perelló o Ulldecona, el poblado ibérico del Castellet de Banyoles (Tivisa), la proximidad con Morella, que junto a Alcañiz forman la Ruta de los Tres Reyes, etc. Hay que recordar que en 2013 buena parte de las Tierras del Ebro fueron declaradas reserva de la biosfera por la UNESCO (EbreBiosfera. Terres de l'Ebre).
La ciudad de Tortosa posee un conjunto histórico de notables dimensiones que más allá de su recinto fortificado y sus 3 monumentos nacionales se encuentra salpicado por todo tipo de construcciones o restos arquitectónicos de especial interés. No todo es visitable, pero ya es posible conocer espacios antiguamente cerrados como los viejos baños árabes (redescubiertos en 2005 en el barrio de San Jaime) así como los baños nuevos, reconvertidos en cafeterías y/o establecimientos comerciales. No obstante el casco antiguo está sometido a un profundo y largo proceso de recuperación integral. Entre los grandes proyectos que ya se han hecho realidad -agosto de 2015- está el de haber abierto la catedral al río Ebro. Sin embargo en la actualidad existen zonas no turísticas muy degradadas y edificios sin interés destinados al derribo, que pueden empañar circunstancialmente una visita pero que no son obstáculo alguno para el turista cultural que tiene mucho que ver en ella.

### Castillo de San Juan o de la Zuda

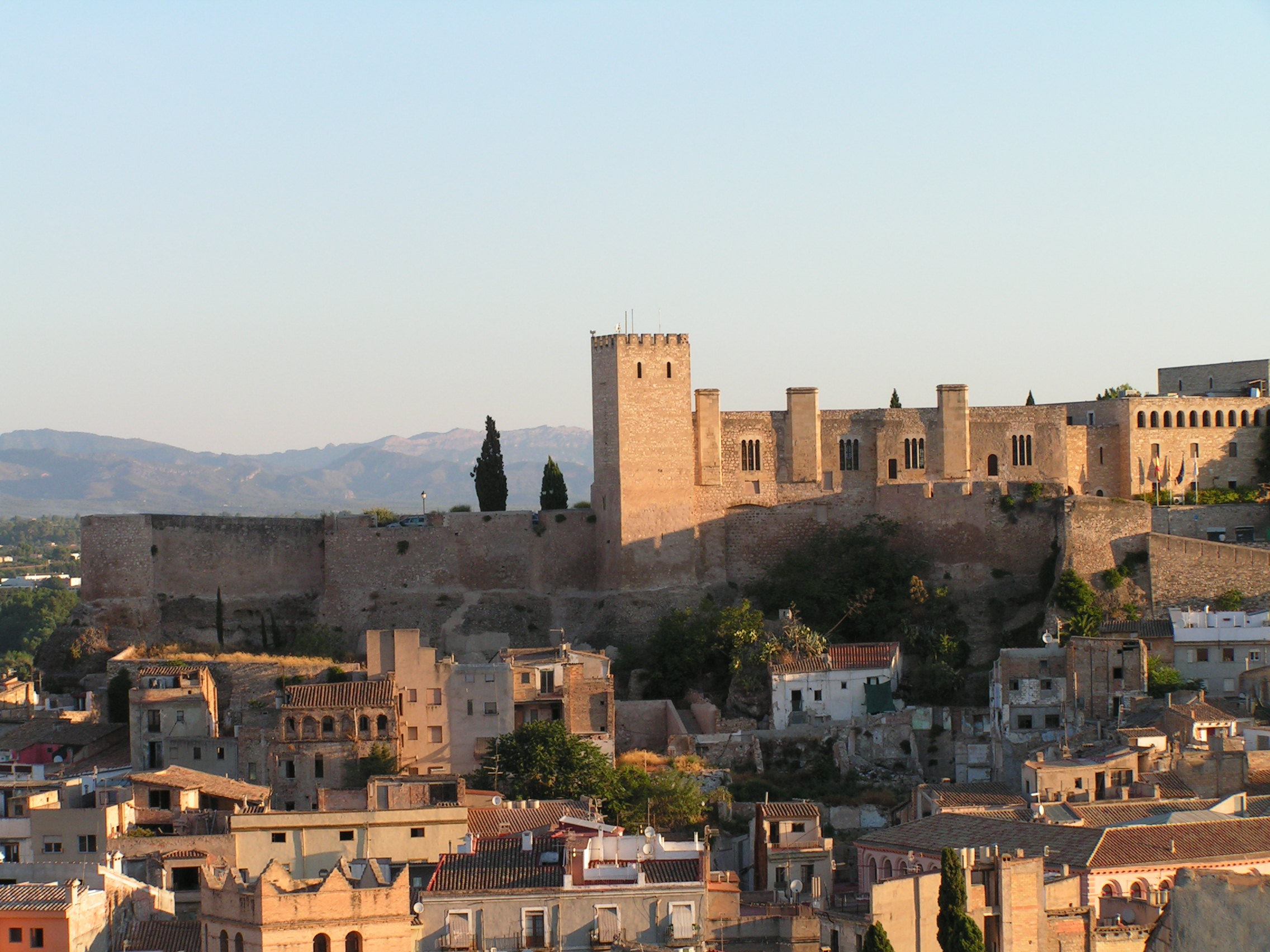
Castillo de la Zuda desde el Sitjar

Es una impresionante fortaleza, elevada 59 m sobre el nivel del mar, que domina la ciudad y el río Ebro constituyendo un excepcional mirador. Los romanos levantaron las primeras estructuras amuralladas pero fueron los musulmanes, bajo el mandato del califa Abderramán III, quienes dieron forma a esta fabulosa construcción que toma modernamente el nombre de la Zuda, un pozo de gran diámetro y profundidad. Alrededor de él se articulan unas galerías subterráneas que conservan restos de un antiguo molino y dos hornos.
Reconquistado por el conde Ramón Berenguer IV (diciembre de 1148), el castillo pasó a ser residencia de los Montcada y de los Templarios como prueba de gratitud por la ayuda prestada durante la batalla.
Desde 1294, cuando la Señoría de Tortosa pasó a dominios de la Corona de Aragón, la Zuda fue convertida en palacio real, añadiéndole nuevas salas y elementos defensivos. De entonces el ahora Parador de Turismo aún conserva tres soberbias chimeneas y cuatro grandes ventanales característicos del mejor gótico catalán. La fortificación también mantiene su antiguo Polvorín (siglo XVIII).
En la Edad Media, el castillo fue sede del Tribunal de Justicia de la época. Las construcciones medievales han permanecido muy enmascaradas por las obras realizadas durante los siglos XVII y XVIII, al fortificar los dos cerros adyacentes para formar un dispositivo de defensa. El rey Jaime I de Aragón lo eligió como su residencia favorita y desde aquí preparó la reconquista de Morella, Peñíscola y Burriana.
En el acceso al castillo se puede contemplar un cementerio musulmán. De este se extrajo, en 1972, un epitafio (siglo X) con referencias a un gobernador, conservado en el propio Parador. También se recuperó en el castillo una tapa de arqueta funeraria, de escritura cúfica, donde se citan versos del Corán, hoy conservada en la colección del Ayuntamiento de Tortosa.
Otras fortificaciones
- Fuerte de Tenazas, siglo XVII. Situado al norte de la ciudad y sin conexión con su trazado fortificado. Durante algunas décadas fue propiedad privada.
- Fortificaciones del Sitjar, siglo XVII. Protegen la elevación donde se ubicaban los cuarteles de San Francisco, espacio que ocupa el Hospital Verge de la Cinta en la actualidad. En ellas se encuentran tres fuertes con grandes fosos. El baluarte del Carmen (o baluarte de la Victoria) conecta con el fuerte externo de Bonete que exhibe en el exterior un gran escudo heráldico de una gran personalidad no identificada.
- Fuertes de Orleans, siglo XVII. Frente las fortificaciones del Sitjar reciben su nombre del duque de Orleans que tras un sitio de un mes tomó la ciudad en julio de 1708 para Felipe V.
- Tramas de muralla. Destaca la muralla de Remolinos, accesible desde las avanzadas del castillo de San Juan, culmina actualmente en la torre del Celio. La otra gran muralla es la del Rastre (siglo XIV) accesible desde el Sitjar.
- Torres. Existen diversas en el término municipal. Dos de ellas, la de Corder y la del Prior, reciben al visitante que accede a la ciudad desde el norte por el "eix de l'Ebre" (C-12). Una tercera es la torre de Campredó o de Font de Quinto, al sur, que complementa la espectacular torre de la Carrova (Amposta). Al este, de camino a los parques eólicos y a la Ermita de Coll del Alba se encuentra la Torre Gassía y más allá la torre de Fullola.

### Catedral de Santa María

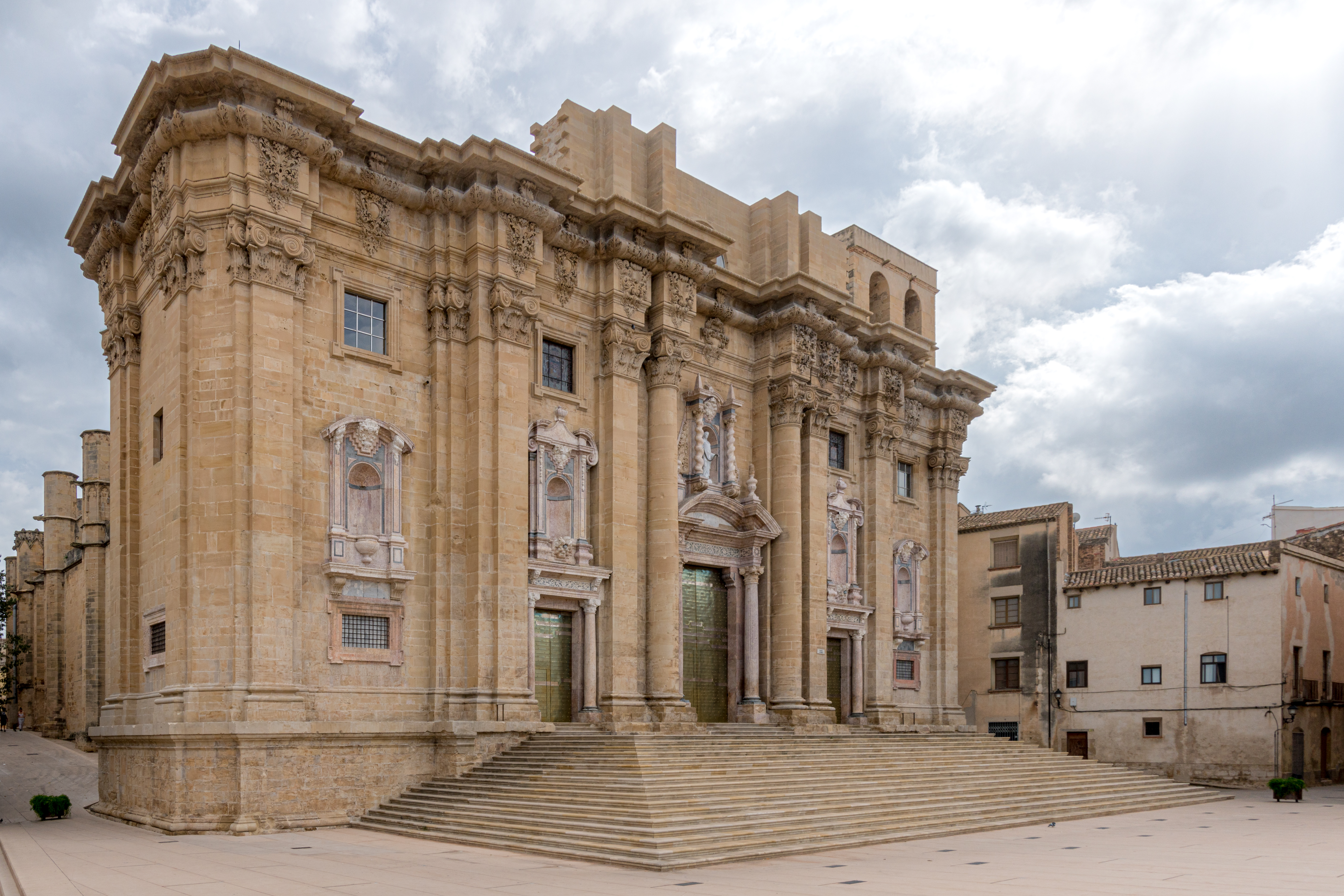
Catedral de Tortosa, con su fachada barroca restaurada en 2021-22

La catedral de Santa María se inició en el año 1347, cuando el obispo Bernardo Oliver coloca solemnemente la primera piedra en medio del ábside el 21 de mayo del citado año. En 1597, el obispo morellano Gaspar Punter consagró el templo. El ábside exterior, la girola con el doble deambulatorio, el presbiterio y las tres naves de cinco tramos con sus claves de bóveda destacan claramente por su estilo gótico elegante y refinado.
En el altar mayor se puede observar el retablo de Santa María de la Estrella (siglo XIV), de madera policromada, con escenas del Nuevo Testamento y de la Virgen. Es una obra excepcional realizada para la catedral románica. De todas sus capillas destaca la dedicada a la Virgen de la Cinta, el mejor ejemplo de arquitectura barroca de Cataluña, y la capilla de la «Mare de Déu del Roser» donde se encuentra el sepulcro de alabastro de Joan de Girona (siglo XV), el más espectacular de la catedral. De los antiguos retablos medievales de la catedral destaca el que Pere Serra pintó para la seo tortosina; conocido como retablo de la Madre de Dios del jilguero su tabla central y su predela forman parte de la colección de pintura gótica del Museo Nacional de Arte de Cataluña en Barcelona. La catedral conserva el retablo de la Transfiguración (siglo XV), obra de Jaume Huguet, expuesto en la colección museográfica abierta en diciembre de 2007.
El claustro de la catedral (restaurado entre 1999 y el 2000), presenta una forma trapezoidal y acoge una valiosa colección epigráfica en sus muros además de 6 curiosos relojes de sol. A él se accede, desde el exterior, por el portal de estilo barroco dicho de «l'Olivera» (1705) y desde la puerta de Palau. Alrededor del claustro se articula la antigua canónica. Se conserva el refectorio (comedor), el Aula Mayor, el dormitorio canonical y el Aula Minor (donde se encuentra el Archivo Capitular) así como otras dependencias menores. Bajo el claustro se conserva un gran refugio antiaéreo construido en 1937.
De sus obras de arte sobresalen la colección de orfebrería barroca, renacentista y la gótica. Cabe anotar que tras el traslado de bienes artísticos realizado por las autoridades republicanas algunas decenas de piezas de alto valor artístico, embarcadas en Francia a bordo del Vita a finales de febrero de 1939, aún hoy están desaparecidas. También destacan cinco pinturas de Vicente López (una de ellas perdida), un cuadro de San José con el Niño atribuido a Antonio Viladomat, 1 cuadro atribuido a José de Ribera (el entierro de Cristo), una arqueta árabe (otra de ellas también desaparecida), el coro renacentista obra de Cristóbal de Salamanca, reinstalado en el dormitorio canonical tras la guerra civil, y tapices como el que representa la última cena entre otras piezas de arte. La catedral también conserva, desde 1944, los originales de la lápida trilingüe (la más famosa de toda la epigrafía judeo-española), la lápida árabe de la construcción de las atarazanas (944-945 d. C.; 54 × 48 × 3 cm, mármol blanco), inscripciones romanas y antiguos capiteles que se pueden visitar en el subterráneo del refectorio.
La Iglesia Catedral ostenta el título de Basílica. En junio de 1931 fue declarada Monumento Histórico Artístico de interés nacional junto al palacio episcopal.

### Palacio Episcopal

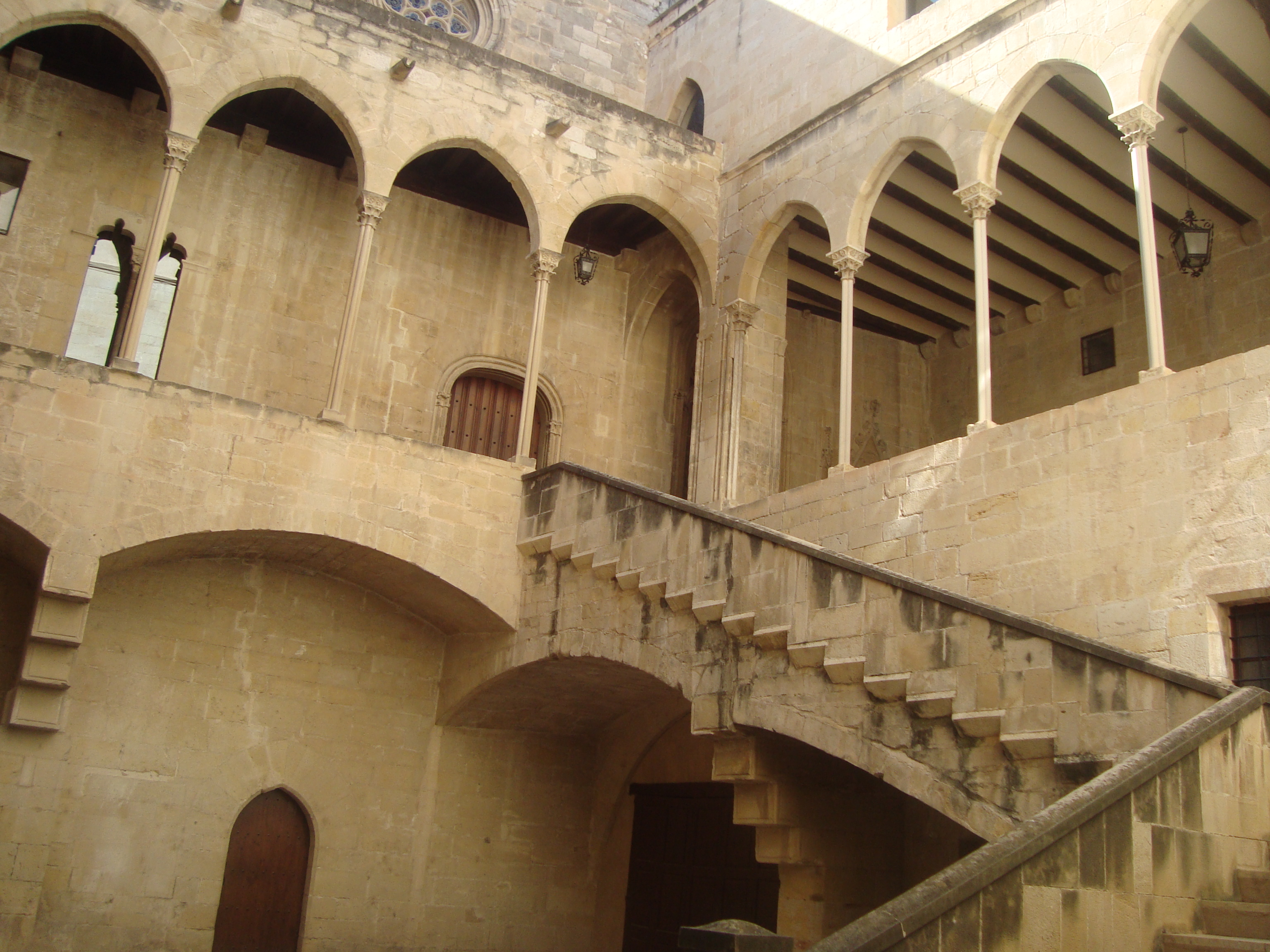
Galerías del palacio episcopal

Saliendo de la Catedral por la llamada puerta de Palau, encontramos a pocos metros, el Palacio Episcopal. El edificio fue construido entre los siglos XIII y XIV, siendo su principal promotor el obispo Berenguer Prats (1316-1340), y remodelado en el siglo XVIII, cuando se añade un nuevo edificio adyacente, y el siglo XIX. En 1931 fue declarado Monumento Histórico Artístico de interés nacional. Por entonces el palacio todavía lindaba con el río Ebro. Necesitado todavía hoy de obras de restauración es sin duda el palacio episcopal más hermoso de Cataluña.
El patio constituye el núcleo principal de la construcción y desde este, una amplia escala voladiza permite el acceso al primer piso donde se conservan dos galerías, formadas por arcos de ojiva sobre esbeltas columnas de fuste cuadrilobulado y capiteles con decoración vegetal. En este mismo primer piso encontramos la capilla del palacio, el elemento más destacable del conjunto, a la cual se accede a través de una espaciosa sala gótica. La fachada interior de la capilla presenta un imponente trabajo escultórico (siglo XIV) con restos de la policromía original. El interior de la capilla se cierra con una magnífica vuelta de media estrella que se levanta sobre pequeñas vueltas rinconeras.
En el palacio episcopal se encuentra instalado el Archivo Histórico Diocesano.

### Reales Colegios
Es el nombre que reciben el conjunto de tres edificaciones de la orden de los dominicos situadas en la calle de Santo Domingo y declaradas Monumento Nacional en 1974: 
- Colegio de San Jaime y San Matías. Cedido por la Iglesia a la Generalidad de Cataluña para albergar, desde 1997, el archivo histórico de la ciudad. Es el edificio renacentista más sobresaliente de Cataluña.
- Colegio de San Jorge y Santo Domingo (1578). Devastado por los bombardeos franquistas (1937-1939) solo permanece su portada renacentista de dos cuerpos. Bajo el escudo imperial de Felipe II se puede leer la inscripción DOMUS SAPIENTIAE, es decir casa de la sabiduría, pues se trata de la antigua universidad. Propiedad de la Generalidad desde el 2001 en mayo de 2003 se convirtió en la sede de los servicios territoriales del Departamento de Educación y de la Escuela Oficial de Idiomas (2004).
- Iglesia de Santo Domingo. Con portada renacentista e interior de cánones góticos. Data de 1585 y su portalada está presidida por el escudo del obispo Izquierdo. El templo es uno de los bienes desamortizados en el siglo XIX convirtiéndose en instalación militar. En 1906 fue cedido al Ayuntamiento y entre 1910 y 1997 acogió el antiguo Museo-Archivo Municipal. Desde 2007 está destinada a salón noble de la ciudad y en octubre de 2008 se convirtió en sede del Centro de Interpretación del Renacimiento.

Durante las excavaciones arqueológicas (2007) de la calle de Santo Domingo aparecieron los restos de una muralla ibérica (siglo III a. C.) así como cerámica y ánforas fenicias del siglo VII a. C. que constituyen el nivel arqueológico más antiguo localizado en la ciudad.

### Convento de Santa Clara
Es uno de los conventos más antiguos de la ciudad, ya que fue fundado en el año 1283. Se encuentra situado en el barrio del mismo nombre limitando a su vez con la muralla medieval del barrio del Rastro (primer ensanche de la ciudad-plaza fuerte). El convento de clausura sufrió daños muy graves durante la guerra civil española.
Tiene un claustro de estilo gótico español, del cual solo se conservan dos alas, la norte y la oeste, con arcos lobulados y trilobulados. Los fustes estaban muy maltrechos y la mayoría fueron sustituidos en la restauración que se llevó a cabo en 1997-1998. De la iglesia, que había sido de los templarios, solo se conservan las cinco arcadas de arco apuntado bien visibles desde el mirador que constituye el castillo de San Juan.

### Lonja Medieval (gótica)
Del antiguo recinto únicamente se conserva el porche del trigo (siglo XIV) que en 1933 fue trasladado desde su ubicación original al parque municipal Teodoro González, donde permanece. Es la más antigua de las lonjas conservadas en el antiguo territorio de la Corona de Aragón y llegó a establecer el precio del trigo en la vertiente occidental del Mediterráneo. Fue obra del arquitecto trecentista Arnau Marco, activo también en la catedral y las murallas de la ciudad.

### Palacios
La guerra civil española de 1936-1939 y las actuaciones desafortunadas han hecho desaparecer palacios y casas nobles de la ciudad. En la actualidad en el Conjunto Histórico-Artístico (BOE 25/03/1976) se conservan los siguientes:
- Palacio Montagut. Situado en la calle de Santa Ana número 3-5 desde 1982 es la sede de la Comunidad de Regantes del Canal de la Izquierda. Su aspecto actual es fruto de la reforma realizada por Doña Carmen Nogués, viuda del segundo conde de la Torre del Español a finales del siglo XIX (el arquitecto Augusto Font Carreras firmó el proyecto).
- Palacio episcopal románico (no visitable). Situado frente al palacio episcopal gótico solo conserva elementos estructurales (contrafuertes, arcos y columnas interiores).
- Palacio Despuig (después de la familia Corder), siglo XV. Ubicado junto al palacio Oriol con el cual está unido fue restaurado parcialmente entre 1952-1956. Destaca la gran escalera del patio interior, su galería gótica y las vigas polícromas de sus techos restauradas en 1993.
- Palacio Oriol. Situado en la calle de la Rosa es el antiguo palacio de los Marcó, después del marqués de Bellet y de Mianes y finalmente de Damián de Oriol, marqués de Santa Coloma. En 1969 fue adquirido por la Diputación de Tarragona que lo recuperó entre 1971-1974. Presenta envigados polícromos y un patio de cierto interés.
- Palacio Capmany. Situado en la calle de la Rosa fue el palacio de la condesa de Vallcabra. Desde 1967 es propiedad de José Celma Prieto. Destaca su fachada almohadillada (siglo XVIII), el alero de su tejado y su patio interior.
- Casa palacio Abària-Aldana. Tras la polémica surgida en 1998 respecto a su conservación o su demolición el edificio fue cedido a la Generalidad de Cataluña que lo reobró entre los años 2003-2005. Situado en la calle Montcada, frente al convento de la Purísima Concepción (siglo XVIII), es la sede territorial del Gobierno de la Generalidad de Cataluña. A su lado se encuentran los restos de la antigua iglesia de los Dolores destruida durante la guerra civil española. En la misma calle se encuentran todavía hoy otras casas solariegas como el número 9 y el número 18 que fuera palacio del marqués de Alós (anteriormente palacio de los Miravall).
- Palacio Oliver de Boteller (o Casa Villoria), siglo XV. Declarado Bien de Interés Cultural es la sede territorial del Departamento de Cultura de la Generalidad de Cataluña. Su fachada fue trasladada piedra a piedra desde su emplazamiento original frente al Ebro, unos 150 m río abajo. En uno de sus ángulos se instaló (aunque parcialmente) una antigua fuente gótica monumental del siglo XV que hasta 1879 estuvo situada en la actual plaza de Agustín Querol.

### Edificios modernistas, historicistas, eclécticos...
La variedad de las edificaciones ofrece un amplio e interesante panorama especialmente apto para los amantes de la historia de la arquitectura. Entre otros se pueden encontrar:
- Matadero Público. Obra de Pablo Monguió proyectada en 1905 y construida entre 1906 y 1908. Se encuentra en el barrio de San Jaime y en sus pabellones acoge el Museo de Tortosa y la sala de exposiciones Antoni García.
- Palacio Montagut. En la calle de Santa Ana. Augusto Font Carreras firmó el proyecto de reforma a finales del siglo XIX.
- Pasaje Franquet, 1877. Entre la calle Ciudad y la calle de Cambios.
- Mercado Municipal, 1886-1887. Obra de los arquitectos Juan Torras y Guardiola y Juan Abril es uno de los mercados más imponentes de Cataluña (2650 m²), a la altura de los grandes mercados de Barcelona.
- Casa Pilar Fontanet (popularmente casa Grego), 1909-1910. Junto al portal dels Romeus y frente al antiguo dormitorio canonical y la puerta de l'Olivera, uno de los accesos al claustro de la catedral.
- Templo de la Reparación. Obra de Joan Abril i Guanyabens inaugurada en 1903. Ubicada en la calle de la Mercé resalta su cúpula de colores bien visible desde diversos lugares de la ciudad. Su interior bien merece una visita.
- Iglesia del Rosario. Es un edificio de estilo arquitectónico del historicismo de inspiración lombarda, del año 1914.
- Casa Ricard Climent. Se encuentra frente al palacio Abària en la calle Montcada. Resalta su fachada esgrafiada y su mirador.
- Casa Ramón Sechí. Situada en la plaza de Agustín Querol número 4. A su lado se puede contemplar una antigua farmacia.
- Almacenes J. Benet Piñana. Situados en la avenida Generalidad número 3, muy cerca del puente del Estado.
- Hotel Siboni. En la calle del ángel número 6 este antiguo hotel está ocupado por oficinas. Destaca como en la mayoría de casos su fachada.
- Casa José Bau Vergés. Ubicada en la calle Berenguer IV número 26, es una muestra de la prosperidad de los comerciantes de aceite. Antigua sede de "Aceites BAU" sus fachadas han sido rehabilitadas entre 2013 y 2014.
- Casa Facundo Segarra (o casa del Dr. Matheu).
- Casa Salvador Brunet Sala. Elegante palacete situado en la calle Cervantes es la sede de la Cámara Oficial de Comercio, Industria y Navegación de Tortosa, institución fundada en 1908.
- Villa Mercedes (popularmente Casa de las torretas). Construida en la calle Cervantes. Las reformas sufridas a lo largo del tiempo han hecho perder las cúpulas cónicas de sus dos torres y su jardín convertido en establecimiento comercial.
- Casa Margenat
- Casa Bernardo Grego. Situada en la calle República Argentina.
- Clínica Sabaté. Situada en la plaza Alfonso XII es un ejemplo historicista poco frecuente reflejado en la temática egipcia.
- Casa Piñana, 1923. Situada en la avenida Generalidad número 105 frente al parque Teodoro González. Es una construcción de la segunda etapa del arquitecto Pau Monguió en la ciudad.
- Casa-chalé Fernando Pallarés (Villa Alicia), 1906. Aunque eclipsada por construcciones modernas destaca por los colores de su fachada y torreón. Restaurada en 2005 es la sede de una empresa de construcción. Su arquitecto fue Pablo Monguió.
- Casa Manuel Camós. Situada en la rambla de Cataluña, en el barrio de Ferrerías, es una exquisita obra de Pablo Monguió (1904).
- Casa doctor Antonio Llorca. Situada en el paseo del Ebro esquina con rambla de Cataluña, en Ferrerías, frente al río Ebro.

### Parque Teodoro González
A finales del siglo XIX la ciudad crece. Su expansión comportó la demolición de las murallas y la realización de los ensanches abriéndose nuevas calles y plazas. En el año 1848 se construye un modesto paseo con dos filas de moreras. El lugar se conocerá como Paseo del Temple dada su ubicación al lado de los desaparecidos Portal del Temple y Baluarte de San Pedro. Poco a poco el proyecto inicial irá creciendo ganando territorio sistemáticamente. En el año 1880 se incautarán las barracas de calafateadores, tejedores y picapedreros situadas al lado del río del Paseo del Temple, zona conocida como Campo dels Titets. Promovido por el alcalde Teodoro González Cabanne (1837-1910), con el arquitecto municipal Juan Abril Guañabens, el cual lo diseñó dentro de la línea de los jardines románticos con rasgos modernistas. Actualmente esta zona verde presenta sectores de ajardinamiento geométrico con el uso de parterres, típicos de los jardines franceses.
Su vegetación de gran variedad botánica presenta, además de las especies autóctonas, ejemplos de otras más exóticas como el cedro del Líbano, de Siria y la Turquía oriental, magnolios originarios del norte de América o la tuya gigante, entre otros, provenientes de Japón, Manchuria y Corea.
En 1933 se instaló en el recinto el porche del trigo de la lonja medieval y en 1968 una locomotora de vapor del antiguo tren del Carrilet que entre 1926 y 1967 unía Tortosa con el Delta del Ebro.

### Monumento a la Batalla del Ebro
Es una monumental escultura que rememora «a los combatientes que hallaron la gloria» en una de las batallas más importantes de la guerra civil española de 1936-39. Fue levantado frente el palacio episcopal y sobre la pilastra del antiguo puente (privado) de la Cinta, construido en 1895 y volado en 1938 durante la retirada del Ejército de la República. Es obra del escultor Lluis M. Saumells Panadés. Consta de dos torres de hierro. La primera, con veinte metros de altura sostiene una figura de bronce de cinco metros que representa un combatiente agonizante, el cual a su vez levanta una estrella hacia el cielo. La segunda torre tiene diecisiete metros de altura y está presidida por un águila de hierro desplegando sus alas y sostenía el Víctor, emblema originario de la Universidad de Salamanca y que fue adoptado como emblema personal por Francisco Franco. La parte posterior del monumento tiene una cruz metálica de doce metros, en recuerdo a los muertos en la batalla. Fue inaugurado el 26 de junio de 1966 por Francisco Franco. La visita del dictador fue cubierta por el NO-DO constando en sus archivos. En 1986 se retiraron del monumento el Víctor junto con la inscripción «Al Caudillo de la Cruzada y de los veinticinco años de paz» además de otra que rezaba «A la promoción Ebro de la Guardia Civil», aunque se mantuvo el águila imperial que portaba el Vítor. La polémica por retirar el monumento ha continuado sobre la base de la Ley de la Memoria Histórica de 2007, pero el Ayuntamiento y la Diputación de Tarragona declararon que, una vez retirados los símbolos y dedicatorias más franquistas, el monumento puede ser considerado como un homenaje a los muertos de los dos bandos y fue incluido en el Catálogo del Patrimonio Cultural Catalán. En marzo de 2016, prosperó una votación en el Parlamento de Cataluña que insta al Ayuntamiento de Tortosa a «retirar inmediatamente el monumento conmemorativo de la batalla del Ebro». El Ayuntamiento presidido por Ferran Bel convocó una consulta el 28 de mayo de 2016 en la que ganó la opción que planteaba mantener y reinterpretar el polémico monumento.

## Cultura

### Museos y archivos históricos
En septiembre de 2012 abrió al público el Museo de Tortosa donde se expone una muestra del fondo museístico del Ayuntamiento de Tortosa que supera los 5000 registros (arqueología, bellas artes, etc). Ocasionalmente también se organizan exposiciones temporales en la sala de exposiciones Antonio García ubicada en el mismo recinto, en el antiguo matadero público. Desde diciembre de 2007 la Catedral cuenta con una colección museográfica abierta en la que expone buena parte de sus importantes fondos artísticos. La notable tradición archivística se traduce en la ciudad con la existencia de distintos archivos históricos de los que hay que diferenciar tres:
- Archivo Comarcal del Bajo Ebro (ACBEB). Ubicado en el Colegio de San Jaime y de San Matías (uno de los edificios renacentistas del conjunto de los Reales Colegios) en la calle de Santo Domingo. El núcleo de sus fondos está constituido por el archivo histórico de la ciudad de Tortosa (archivo fotográfico, hemeroteca, fondo histórico y biblioteca).
- Archivo Capitular de Tortosa (ACT). Ubicado en las dependencias anexas de la Catedral de Santa María de Tortosa. Reúne una importante colección de códices medievales, pergaminos y algunos incunables.
- Archivo Histórico Diocesano (AHDTo). Ubicado en el palacio episcopal, frente a la catedral.

Cabe destacar además el parque de esculturas Jardines del Príncipe inaugurados en 1991. Es una muestra de esculturas al aire libre de Santiago de Santiago ubicada en el bello marco de los antiguos jardines del balneario de Don Manuel Porcar en el barrio de Remolinos (judería) y a los pies de las murallas del castillo de San Juan (o de la Zuda). Desde abril de 2011 la ciudad ha abierto la antigua Iglesia de San Antonio, en la calle Moncada, donde se exponen 10 pasos de Semana Santa.
Hay que anotar también que desde 2015 es posible visitar buena parte del Refugio antiaéreo número 4 (calle Ernest Hemingway).

### ExpoEbre
Es la feria multisectorial más relevante del sur de Cataluña. Desde el año 2007 ha pasado a celebrarse en el recinto existente en el barrio de Remolinos, donde dispone de un pabellón multifuncional de 5000 m cuadrados cubiertos diseñado por el arquitecto argentino Mario Corea. En la 64.ª edición (2008), Fira de Tortosa ha ofrecido a expositores y visitantes un total de 1,5 ha útiles.

### Fiesta del Renacimiento
Se celebra desde 1996 y ostenta el reconocimiento de haber sido declarada Fiesta de Interés Turístico Nacional y Fiesta de Interés Turístico de Cataluña.
Decenas de actores y espectáculos, centenares de ciudadanos y comerciantes vestidos de época y las tabernas de la Ruta de la Saboga llenan las calles y las plazas del núcleo antiguo de fiesta, música, alegría y color durante cuatro días de la segunda quincena de julio.
Con el subtítulo El Esplendor de una ciudad en el siglo XVI, la fiesta rememora, a través de una amplia oferta de actividades de tipo lúdico y cultural, el período histórico del siglo XVI, uno de los momentos más interesantes en la existencia de la ciudad.

Su esplendor se presenta en toda su magnificencia en el desfile y Parada de Armas en honor de las banderas de la Veguería de Tortosa y de la ciudad, en la que participan: el gobierno de la ciudad, las milicias de defensa, los representantes de los barrios y los oficios, los comerciantes y mercaderes, la ciudadanía, los cómicos y comediantes llegados de todas partes para la celebración.
La ciudad adorna las calles y las fachadas de sus casas con vegetación, alfombras y tapices, antorchas y luminarias invitando a todos los visitantes a salir a la calle y a participar en los actos y ceremonias activamente.

### Fiestas mayores
Tienen lugar la primera semana de septiembre, en honor a la Virgen de la Cinta, patrona de la ciudad desde 1863. Destacan en la fiesta mayor la ofrenda a la Virgen y la aclamación del gentío cuando la santa Cinta entra de nuevo en la Catedral de Santa María, el primer domingo de septiembre. En el ámbito más popular y lúdico destacan las actividades de las peñas de amigos, las comidas populares (fideuà, paellas, chocolatada infantil, etc), las actuaciones de las orquestas y conciertos singulares. Unos espectaculares fuegos artificiales, siempre asegurados, cierran la festividad.

## Poblaciones hermanadas
Desde 1968 Tortosa se ha hermanado con cinco localidades, una española y cuatro extranjeras:
- Aviñón (Francia, desde 1968)
- Alcañiz (España, desde 1972)
- Vercelli (Italia, desde 2003)
- Le Puy-en-Velay (Francia, desde 2005)
- Tartus (Siria, desde 2007)